# 熱帶風暴米克拉 (2008年)
熱帶風暴米克拉（英語：Tropical Storm Mekkhala，國際編號：0816，聯合颱風警報中心：20W，菲律賓大氣地球物理和天文服務管理局：Nina，菲律賓華語譯名：妮娜），是2008年太平洋颱風季第16個被命名的熱帶氣旋。「米克拉」一名由泰國提供，意思為「雷神」。

## 發展過程
2008年9月25日，熱帶擾動在南中國海的北部湾成形。

## 影響
越南在颱風哈格比侵襲後不到一周又遭遇熱帶風暴米克拉。儘管如此，熱帶風暴米克拉仍造成 $6.6 百萬 (2008 US$)元的損失。

## 外部連結
| 太平洋颱風季             |
| 主題頁 - 專題 - 編輯指南 |

- （英文）美國太空總署：相關資料 （页面存档备份，存于）
- （日語）日本氣象廳：數位颱風網資料（日文版 （页面存档备份，存于）、英文版 （页面存档备份，存于））、0816最佳路徑數據 （页面存档备份，存于）、米克拉最佳路徑圖 （页面存档备份，存于）、《2008年熱帶氣旋年刊》 （页面存档备份，存于）
- （英文）美國聯合颱風警報中心：熱帶風暴最佳路徑圖、《2008年熱帶氣旋年刊》 （页面存档备份，存于）
- （英文）美國海軍研究實驗室：20W檔案 （页面存档备份，存于）
- （简体中文）中國國家氣象中心：2008年熱帶氣旋最佳路徑數據 （页面存档备份，存于）
- （繁體中文）臺灣交通部中央氣象局：颱風資料庫——轻度台风米克拉、米克拉最佳路徑圖
- （繁體中文）香港天文台：實時天氣稿（9月27日 （页面存档备份，存于）－28日 （页面存档备份，存于）－29日 （页面存档备份，存于）－30日 （页面存档备份，存于）－10月1日 （页面存档备份，存于））、《2008熱帶氣旋年刊》（網頁版、可攜式文件格式版）